# Reza Ghandipour
Reza Ghandipour, in persiano رضا غندی پور‎ (Behbahan, 13 gennaio 2006), è un calciatore iraniano, attaccante del Paykan in prestito al Malavan.

## Carriera

### Club
Ha esordito nel 2023 nella Lega professionistica del Golfo persico con Paykan prima di passare ad inizio 2024 in prestito al Malavan.

### Nazionale
A giugno 2023 partecipa con la Iran under-17 al campionato asiatico Under-17 in Thailandia. Gioca tutte e 5 le partite della sua nazionale segnando una rete contro l'Afghanistan under-17.
Tra novembre e dicembre dello stesso anno partecipa al campionato mondiale under-17 in Indonesia. Gioca le 3 partite del girone segnando una rete contro la Nuova Caledonia under-17.
Nel 2024 esordisce con l'Iran under-20, con cui l'anno successivo partecipa alla Coppa d'Asia. Gioca 3 partite segnando 2 reti, uno nella vittoria per 6-0 contro lo Yemen under-20 ed una ai quarti di finale contro il Giappone under-20.

## Statistiche

### Presenze e reti nei club
Statistiche aggiornate 24 maggio 2025.
| Stagione        | Squadra         | Campionato      | Campionato | Campionato | Coppe nazionali | Coppe nazionali | Coppe nazionali | Coppe continentali | Coppe continentali | Coppe continentali | Altre coppe | Altre coppe | Altre coppe | Totale | Totale |
| Stagione        | Squadra         | Comp            | Pres       | Reti       | Comp            | Pres            | Reti            | Comp               | Pres               | Reti               | Comp        | Pres        | Reti        | Pres   | Reti   |
| --------------- | --------------- | --------------- | ---------- | ---------- | --------------- | --------------- | --------------- | ------------------ | ------------------ | ------------------ | ----------- | ----------- | ----------- | ------ | ------ |
| lug.-dic. 2023  | Paykan          | IPL             | 8          | 1          | CI              | -               | -               |                    | -                  | -                  |             | -           | -           | 8      | 1      |
| gen.-giu. 2024  | Malavan         | IPL             | 0          | 0          | CI              | 0               | 0               |                    | -                  | -                  |             | -           | -           | 0      | 0      |
| 2024-2025       | Malavan         | IPL             | 23         | 8          | CI              | 3               | 0               |                    | -                  | -                  |             | -           | -           | 26     | 8      |
| Totale carriera | Totale carriera | Totale carriera | 31         | 9          |                 | 3               | 0               |                    | -                  | -                  |             | -           | -           | 34     | 9      |